# کارن مانولیان
کارن مانولیان (ارمنی: Կարեն Մանվելյան; انگلیسی: Karen Manvelyan) زیست‌شناس و طرفدار حفظ منابع طبیعی اهل ارمنستان است که بیشتر عمر خویش را به عنوان یک دانشمند در سان فرانسیسکو کار کرده‌است. هم‌اکنون وی مدیر صندوق جهانی طبیعت در ارمنستان می‌باشد..